# المادی ژابرایلوف
المادی ژابرایلوف (روسی: Эльмади Зайнайдиевич Жабраилов؛ زادهٔ ۶ سپتامبر ۱۹۶۵) کشتی‌گیر کشتی آزاد اهل اتحاد جماهیر شوروی سوسیالیستی و قزاقستان بود.
وی در مسابقات کشوری و بین‌المللی در مجموع برندهٔ ۳ مدال طلا، ۳ مدال نقره، ۱ مدال برنز شده‌است.